# Foulque d'Amérique
Fulica americana
Espèce
Statut de conservation UICN

 LC  : Préoccupation mineure
Répartition géographique
La Foulque d'Amérique (Fulica americana) est une espèce d'oiseaux aquatiques de la famille des Rallidae, famille des foulques, des râles et des marouettes. Les foulques sont les seuls membres de la famille des Rallidae à être parfaitement adaptés à la vie aquatique.

## Morphologie
Mâles et femelles sont très ressemblants et ne présentent pas de dimorphisme sexuel.

### Mensurations
C'est un oiseau de la grosseur d'une poule, d'une longueur de 32 à 41 cm. Son envergure varie de 58 à 71 cm. Son poids moyen est de 550 g pour les femelles et 750 g pour les mâles, mais en hiver, son poids moyen peut atteindre 900 g.

### Aspect général

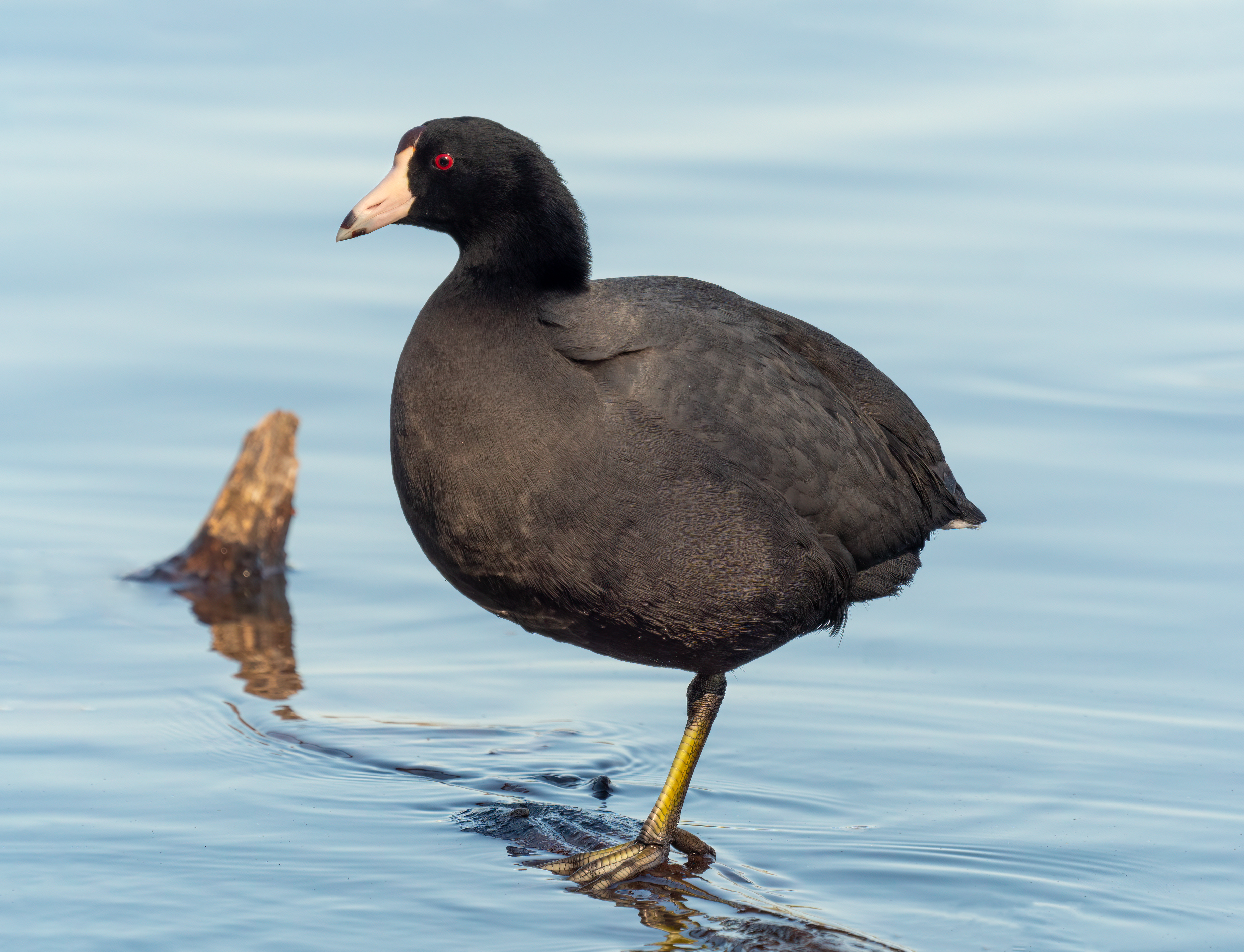
Une foulque d'Amérique à Prospect Park. Avril 2022.

La foulque d'Amérique a le corps gris ardoise. Les plumes sous-caudales extérieures sont blanches, alors que les intérieures sont noires. En vol, on peut distinguer une fine ligne blanche bordant une partie de l'aile, de l'aisselle à l'articulation. La tête et le cou sont noirs, plus sombres que le corps, avec une plaque frontale blanche présentant sur son extrémité supérieure une petite tache brun-rouge, seulement visible de près. Le bec est blanchâtre avec une bande un peu plus sombre (brun-rouge) près de l'extrémité, ce qui distingue cette espèce de la foulque macroule et de la foulque à crête. Les pattes sont gris verdâtre chez les jeunes, jaunes ou orangées chez les adultes. Elles sont puissantes, avec de longs doigts pourvus de lobes, ce qui fait des foulques de très bonnes nageuses.

## Comportement

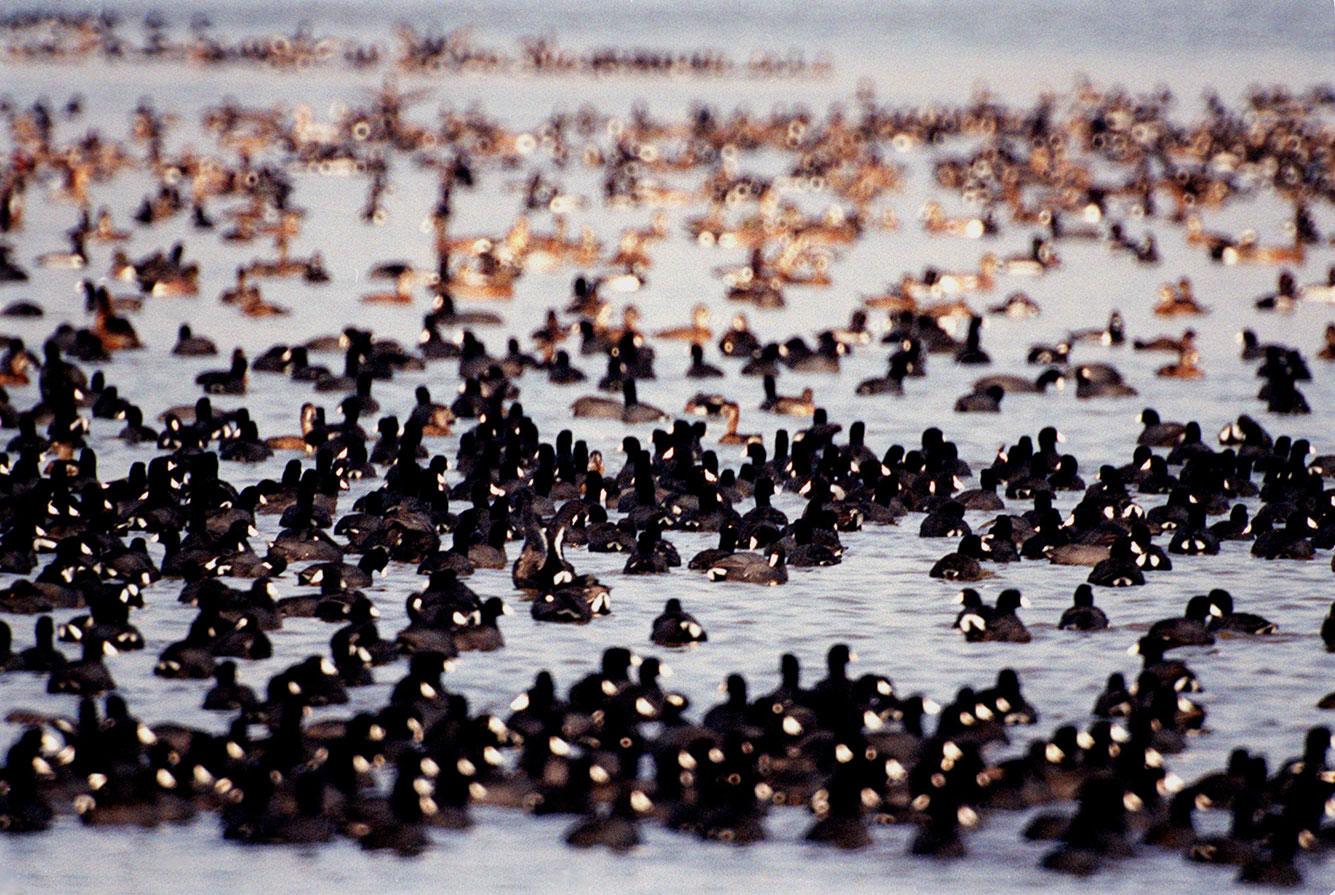
rassemblement de foulques d'Amérique

### Comportement social
La foulque d'Amérique est un oiseau grégaire et bruyant. C'est le seul membre de cette famille à vivre en groupes. Mais cet oiseau devient très territorial pendant la saison de nidification. Il devient alors agressif, mâles et femelles attaquant à coup de patte tout intrus afin de défendre leur petit territoire.

### Vocalisations
La foulque possède une grande variété de cris pour communiquer et pour menacer intrus et prédateurs. Cela va d'un -krok- enroué à des sifflets doux (twiit), des -honk-honk- sonores, ou des trilles ressemblant à des bruits de crécelle (triii, triii), avec toute une gamme de caquètement rauques et de gloussements.

### Locomotion
La foulque américaine, qui possède des ailes relativement courtes, et arrondies, a des difficultés à décoller. Elle doit prendre une longue course d'élan en pédalant sur l'eau (elle ne peut pas décoller depuis la terre ferme), battant vigoureusement des ailes, avant de pouvoir s'envoler. Une fois en l'air, elle vole aussi bien que n'importe quel autre rallidé.
Quand elle nage ou marche, la tête de cette foulque fait généralement des mouvements d'avant en arrière.

### Alimentation

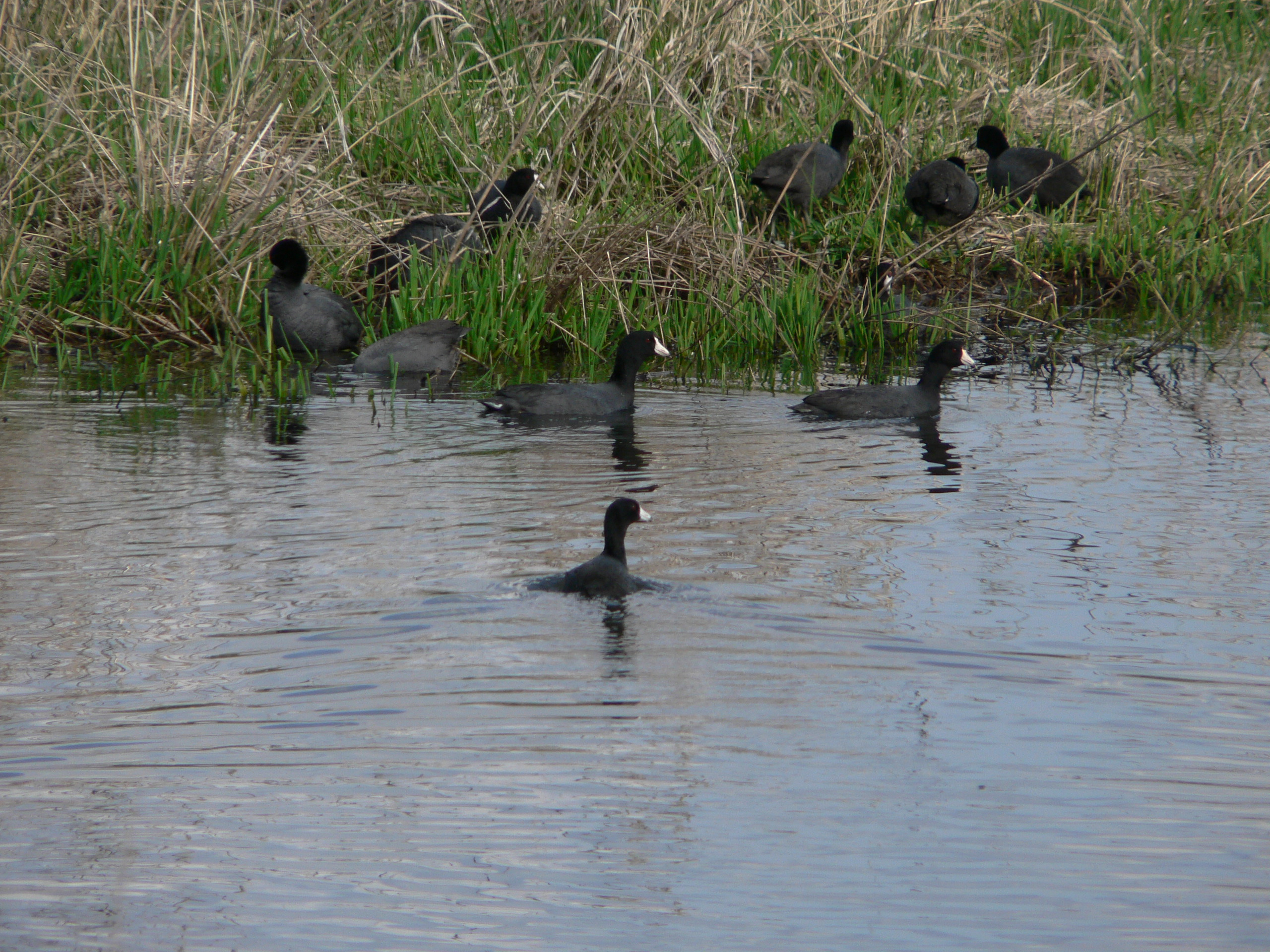
Plusieurs foulques d'Amérique

La foulque américaine est un omnivore opportuniste, pouvant plonger sous l'eau, barboter à la surface, paître sur les rives, capturer de petits invertébrés terrestres, voire voler de la nourriture à d'autres oiseaux plongeurs (entre autres aux canards).
Elle consomme de petits poissons, des têtards, des invertébrés aquatiques ou terrestres (arthropodes, annélides et mollusques), des baies, des feuilles de plantes aquatiques; elle peut même s'attaquer aux œufs d'autres espèces d'oiseaux aquatiques.

### Reproduction
Cet oiseau commence à se reproduire à environ 1 an. Le record actuel de longévité de cette espèce est détenu par une femelle vivant en liberté et ayant atteint 22 ans et 4 mois.
La saison de nidification se situe généralement en mai ou juin. Elle commence par une parade nuptiale initiée par le mâle. Celui-ci commence par poursuivre une femelle, pédalant sur l'eau avec la tête tendue vers le bas, les ailes et la queue dressées, les plumes sous-caudales blanches déployées. Si la femelle n'est pas intéressée, elle plonge pour échapper au mâle, mais si elle est d'accord, elle se met elle aussi à parader en déployant ses plumes sous-caudales. Puis les deux adultes paradent en face l'un de l'autre, s'appelant l'un l'autre et faisant rejaillir l'eau autour d'eux.
Enfin ils sortent de l'eau; la femelle consentante adopte alors une position de soumission, accroupie avec la tête baissée. Elle garde cette position pendant l'accouplement.

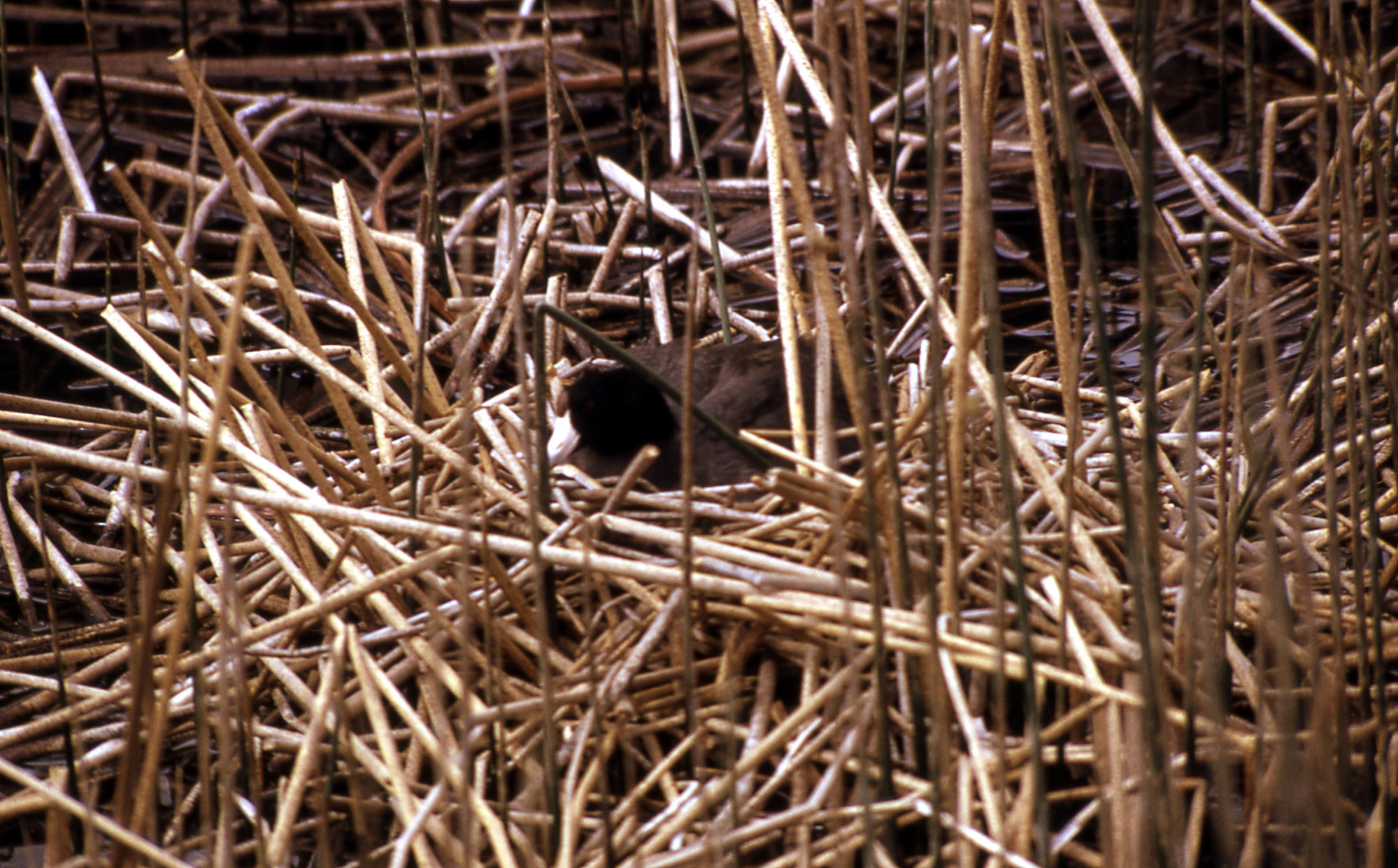
Foulque d'Amérique au nid

La nidification se fait sur un plan d'eau douce. Le nid, bâti par mâle et femelle, est fait de feuilles mortes, de tiges de plantes de marais et tapissé de brins d'herbe, juste au bord de l'eau ou sous forme de plateforme flottante.
Une fois achevé, le nid a un diamètre moyen de 35 cm. Il est caché dans la végétation et accroché aux plantes environnantes. Tous les nids ont une rampe d'accès jusqu'à l'eau qui rend plus faciles les allées et venues des adultes et des poussins.
Les femelles pondent un grand nombre d'œufs (6 à 12) de couleur rosée, tachés de brun. Il arrive que les femelles pondent certains de leurs œufs dans le nid d'un couple voisin; contrairement à ce qu'on pourrait s'attendre, ce comportement est plus fréquent chez les femelles qui ont déjà un nid que chez celles incapables de défendre un territoire.
Ces œufs seront incubés par les deux sexes pendant une durée pouvant aller de 21 à 25 jours. Les petits, qui ne pèsent à la naissance qu'une vingtaine de grammes, sont capables de nager très rapidement après l'éclosion et suivent leurs parents pour leur premier repas.
Ils sont assez semblables à l'adulte, mais leur plumage est plus clair, avec un duvet à l'extrémité orangée sur le cou et le haut du dos, le sommet de la tête dénudé et rouge, le bec rougeâtre au bout blanc et les pattes gris vert.
Les deux parents s'occupent de la nutrition et de l'éducation des petits, se répartissant souvent les poussins entre eux. Après un mois, les poussins peuvent plonger et se nourrir seuls. Ils acquièrent leur plumage d'adulte au bout de 49 à 56 jours et seront totalement indépendants à deux mois.
Il arrive qu'un couple puisse avoir une deuxième couvée dans l'année, par exemple si la première est détruite par prédation ou à cause d'une montée des eaux.

## Répartition et habitat

### Répartition
Pour tout ce qui concerne la répartition géographique de cette foulque, voir Position systématique et Migration ci-dessous. Il peut y avoir un erratisme qui mène la foulque américaine, en été et en automne, très au nord de son aire de nidification (parfois jusqu'au Groenland).

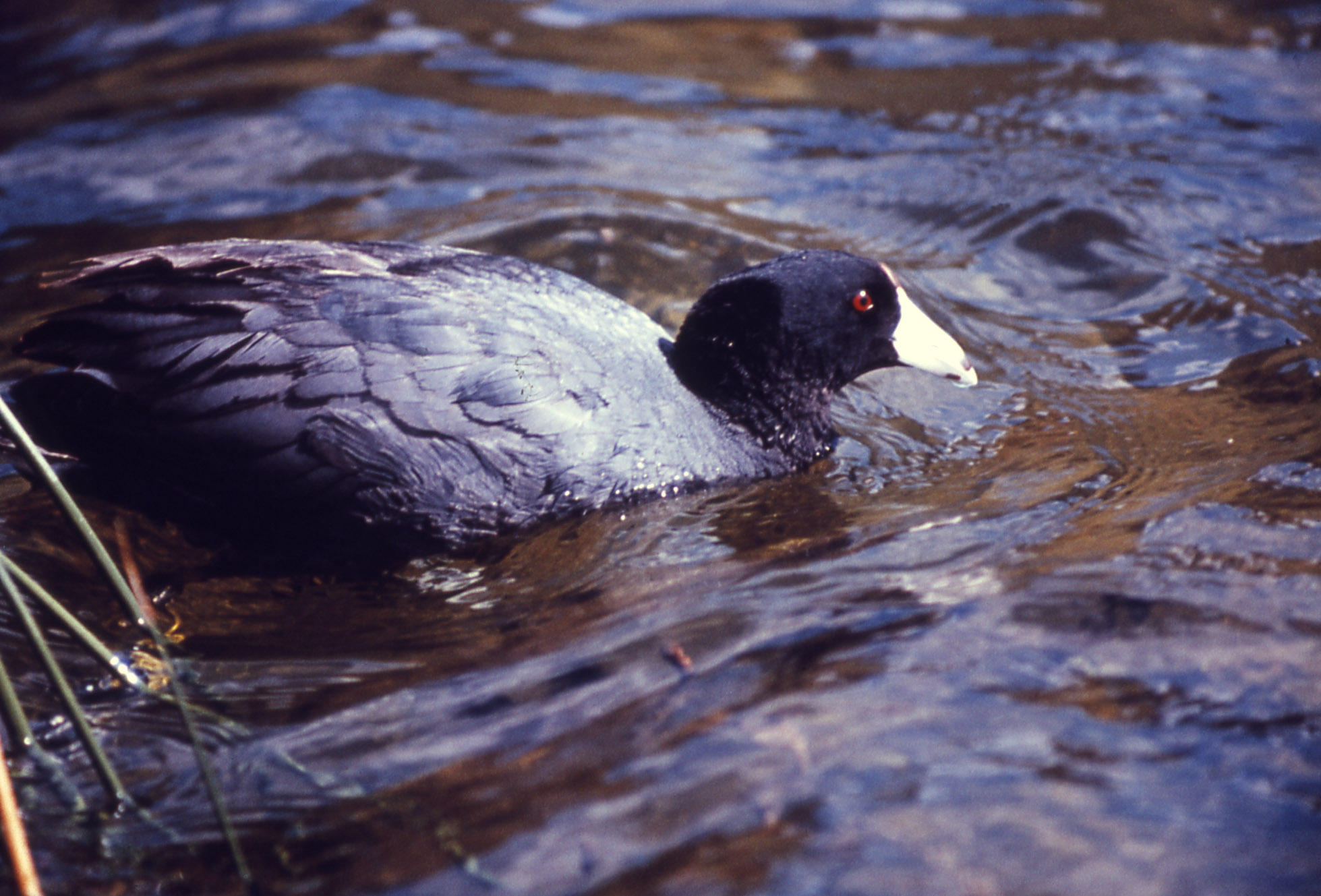
Foulque d'Amérique

### Habitat
La foulque d'Amérique préfère vivre à proximité d'eaux peu profondes, comme des lacs d'eau douce, mares, étangs et marais, voire sur un cours d'eau à courant faible. Mais on peut parfois la rencontrer en hiver sur des eaux saumâtres, par exemple dans une baie côtière protégée de l'océan ou dans un marais saumâtre. Elle n'hésite pas à coloniser les étangs des parcs urbains et des parcours de golf.
Pendant la saison de nidification, elle choisit toujours une zone d'eau douce peu profonde présentant sur ses rives une haute végétation de marais.

### Migration
La foulque américaine est un oiseau migrateur, mais cette migration dépendant des conditions climatiques, elle est très irrégulière. Certains individus vivant dans les zones où les eaux ne gèlent jamais deviennent résidents à l'année.
Les oiseaux qui vont commencer leur migration se rassemblent souvent sur de grands plans d'eau en congrégation nombreuse, mêlés aux oiseaux résidents.
Les départs d'automne ont lieu de fin août à décembre, les retours de printemps de février à avril.
Généralement, les populations qui nichent dans le nord des États-Unis partent hiverner dans le sud des États-Unis ou au Mexique, parfois jusqu'aux îles des Caraïbes. Celles qui nichent plus au sud des États-Unis peuvent rester sur place ou migrer encore plus au sud vers Cuba, l'Amérique centrale, voire la Colombie (certaines poursuivent parfois leur voyage jusqu'aux îles d'Hawaii). En général, les mâles et les oiseaux non-reproducteurs partent les premiers, suivis par les femelles et les juvéniles.
La migration se fait généralement de nuit, en solitaire ou en groupes. Ces oiseaux heurtent souvent les lignes électriques à haute tension.
Depuis que l'espèce est étudiée, on a rapporté plusieurs dizaines de cas de foulques américaines ayant traversé l'Atlantique (dont 12 observations avérées aux Açores et 4 en Grande-Bretagne). Cette espèce a aussi été signalée en Irlande, en Islande et dans les îles Féroé. En décembre 2003, un individu hiverna dans les Shetland, en Écosse.

### Systématique
La foulque d'Amérique est actuellement divisée en deux sous-espèces :
- F. a. americana (Gmelin, 1789) : la sous-espèce nominale. Vit en Amérique du Nord (du Sud-ouest de l'Alaska jusqu'à la Nouvelle-Écosse à l'est et aux Caraïbes et Costa Rica au Sud).
- F. a. columbiana (Chapman, 1914) : Vit de la Colombie au nord de l'Équateur.

Une espèce séparée dénommée Foulque à cachet blanc, résidant dans les Caraïbes, était anciennement reconnue, mais est désormais considérée comme un simple morphe de la foulque d'Amérique. Cette décision, motivée par une étude parue en 2006, est entérinée à l'unanimité par le NACC en 2016 et reprise par les différentes autorités ornithologiques.
Des fossiles de foulques datant du milieu du Pléistocène, découverts en Californie et nommés Fulica hesterna, sont proches de la foulque américaine au point de ne pouvoir distinguer les deux espèces. Un autre fossile du Pléistocène, Fulica shufeldti, est supposé être une sous-espèce désormais éteinte de la foulque américaine, dont elle ne diffère que par la taille, et certains auteurs préconisent d'appeler ce fossile Fulica americana shufeldti.
Le mot Foulque vient du latin Fulica, qui désigne la foulque.

## La Foulque d'Amérique et l'humain

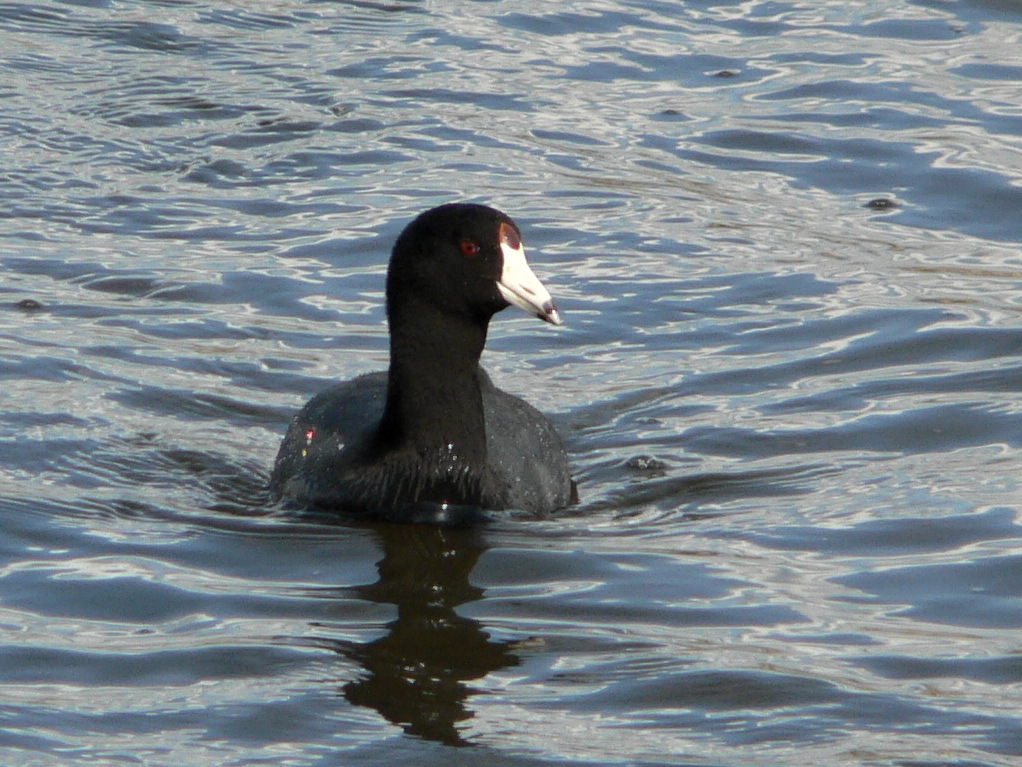

### Statut et préservation
La Foulque d'Amérique adulte subit la prédation du balbuzard pêcheur et du pygargue à tête blanche. Les œufs et les poussins sont la proie de nombreux prédateurs (raton laveur, renard, coyote, tortue hargneuse (Chelydra serpentina), mouffette...).
Malgré cela, la foulque d'Amérique est un oiseau commun sur son aire de répartition, et n'est pas en danger. L'UICN estime son territoire à 11 millions de km² et sa population à 6 millions d'individus. Pour cette raison, elle est classée dans la catégorie "préoccupation mineure".
Cette foulque est tout de même protégée par le Migratory Bird Treaty Act, comme la plupart des oiseaux migrateurs.

### Philatélie
Les Îles Turks-et-Caïcos, en 1990, et le Salvador, en 1999, ont émis un timbre à l'effigie de cet oiseau.

### Filmographie et photographies
- Vidéo IBC (Internet Bird Collection) Adulte se nourrissant, États-Unis
- 14 photos sur Amazilia
- Galerie Calphotos
- Galerie Flickr sur Avibase